# فرقة العدالة (مسلسل)
فرقة العدالة (بالإنجليزية : Justice League) هو مسلسل رسوم متحركة أمريكي من إنتاج شركة وارنر براذرز أنيميشن مستوحى من شخصيات العدالة الأمريكية والقصص المصورة المرتبطة بها الذي نشرته شركة دي سي كومكس. تم عرضها من 17 نوفمبر 2001 إلى 29 مايو 2004 على قناة سبيستون وكرتون نتورك. بعد موسمين، تم إعادة تسمية المسلسل بعنوان جاستس ليج أنليميتيد، وهي سلسلة التي خلفت السلسلة الحالية وبثت لمدة ثلاثة مواسم. تعد السلسلة بمثابة تكملة لسلسلة باتمان وسوبرمان وباتمان بيوند.
تم عرضه في العالم العربي مدبلجا للغة العربية الفصحى على قناة سبيستون.[بحاجة لمصدر]

## أعضاءفرقة العدالة
- سوبرمان : يعتبر القائد في الفرقة ولديه قدرات خارقة مثل أشعة الليزر ونفخة الرياح وقوته كبيرة جدا
- المرأة المعجزة : المرأة العجيبة الامازونية من أرض ثيميسكيرا هي قوية جداً في القدرات القتالية تقاتل بحبلها والشيء الشبيه بالاكسسوار الرادع للرصاص الا انه ليس سحرا وقد تم نفيها من ارضها لانها اتت باصدقائها إلى موطنها الممنوع على الرجال دخولها.
- هوكغيرل : الفتاة الصقر صاحبة الصولجان الرعدي وبواسطته تستطيع إنشاء طاقة رعدية وصواعق هي من الثانكار وهم أناس. لديهم أسلحه واجنحته وصولجانات مصنوعة من ال nth metal وهو معدن قوي مضاد للسحر وقوي بحيث انه من الصعب كسره ولو اجتمع ابطال الفرقة بقواهم لن يستطيعوا كسره ونفاها الأبطال من الفرقة لانها كانت مرسله من قبل الثاناكار للتجسس عليهم ولكنها رجعت وعادت لتصبح من ضمن الفرقة من جديد.
- گرين لانترن : جون ستيوارت المصباح الأخضر صاحب القوة الخضراء التي تخرج من خاتمه وهو أرضي تم اختياره من كوكب اوا ليكون ممثل الأرض للمصابيح الخضراء يستطيع بقوته إخراج درع ومطرقة واشعة وغيرها.
- باتمان : لا يمتلك باتمان أي قدرات خارقة للطبيعة على عكس جميع الأبطال الخياليين ولكنه بدلا من ذلك يستخدم التكنولوجيا والعلم وذكاءه وثروته وقوته الجسمانية في حربه ضد الجريمة. كما يستخدم مهاراته وبراعته في البحث واكتشاف الجرائم.
- فلاش : الوميض (البرق)أسرع رجل في العالم يستطيع العبور من الجدران أو الجليد اوغيره باستخدام سرعته وأيضاًيستطيع ان يزيد سرعته مكوناً اعصاراً.
- جون جونز : صاحب القدرات المريخية مثل الطيران والتحكم بالجاذبية وتغيير الكثافة والاشكال وعند غضبه يتحول إلى تنين مشتعل النيران ويقدر عمره أكثر من1500 عام.

## المدبلجون
- كيفن كونروي : (د.ع1 : مروان فرحات) : بروس واين/باتمان
- ماريا كانالز باريرا : (د.ع : أمل عمران) : هوكغيرل
- سوزان آيسنبرج : (د.ع : ) : المرأة المعجزة
- فيل لامار : (د.ع : عادل أبو حسون) : گرين لانترن
- جورج نيوبيرن : (د.ع : محمد حداقي) : سوبرمان
- مايكل رويزنباوم : (د.ع : رأفت بازو) : فلاش
- أنجي اليوسف : (د.ع : سوزان آيسنبرج) : دايانا
- كارل لامبلي : جون جونز
- إياد أبو الشامات
- محمد خرماشو
- أيمن السالك
- مأمون الفرخ
- هشام كفارنة
- مأمون الرفاعي (غير مدرج)

- 1 د.ع:الدبلجة العربية.

## الإنتاج

### الدبلجة العربية
- الإعداد: رأفت بازو
- المراجعة: د. شفيق بيطار
- التدقيق اللغوي: رمضان أيوب
- الترجمة: مها عابد
- المونتاج: سامر أبو حمد
- الصوت: منار أيمن السمكري
- المكساج: سامر أبو عسلي
- التترات: رافع فتحي عطايا
- المتابعة المالية: محمد حسان مهنا، عبد القادر نبهان
- إدارة الإنتاج: رضوان حجازي
- م. مخرج: بلال مرتوح
- وارنر برذرز
- إنتاج وتوزيع: YOUNG FUTURE ENTERTAINMENT (ماهر الحاج ويس)
- تنفيذ الدوبلاج: مركز الزهرة
Free Zone
Damascus
- الإشراف الفني: سامر أبو عسلي

## روابط خارجية
- فرقة العدالة على موقع IMDb (الإنجليزية)
- فرقة العدالة على موقع روتن توميتوز (الإنجليزية)
- فرقة العدالة على موقع كينوبويسك (الروسية)
- فرقة العدالة على موقع ألو سيني (الفرنسية)
- فرقة العدالة على موقع قاعدة بيانات الفيلم (الإنجليزية)